# Staré Město (district de Svitavy)
Pour les articles homonymes, voir Stare Mesto.
Staré Město (en allemand : Altstadt) est une commune du district de Svitavy, dans la région de Pardubice, en Tchéquie. Sa population s'élevait à 1 039 habitants en 2024.

## Géographie
Staré Město se trouve à 5 km au nord de Moravská Třebová, à 16 km à l'est-nord-est de Svitavy, à 70 km à l'est-sud-est de Pardubice et à 164 km à l'est-sud-est de Prague.
La commune est limitée par Rychnov na Moravě, Třebařov et Hynčina au nord, par Maletín, Borušov et Dětřichov u Moravské Třebové à l'est, par Gruna et Linhartice au sud, et par Moravská Třebová et Kunčina à l'ouest.

## Histoire
La première mention écrite de la localité date de 1270.

## Administration
La commune se compose de quatre sections :
- Bílá Studně
- Petrušov
- Radišov
- Staré Město

## Galerie

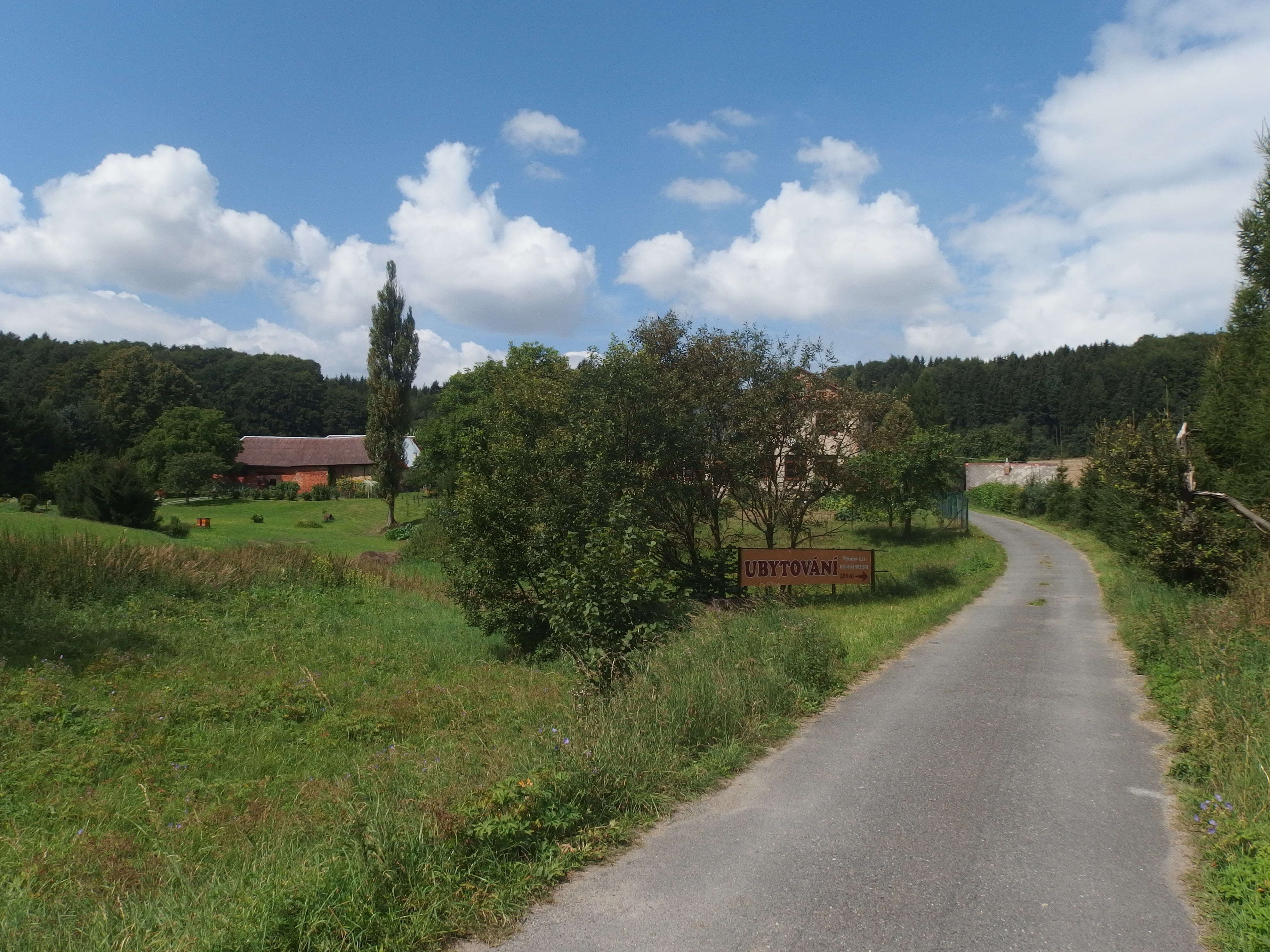
Petrušov.
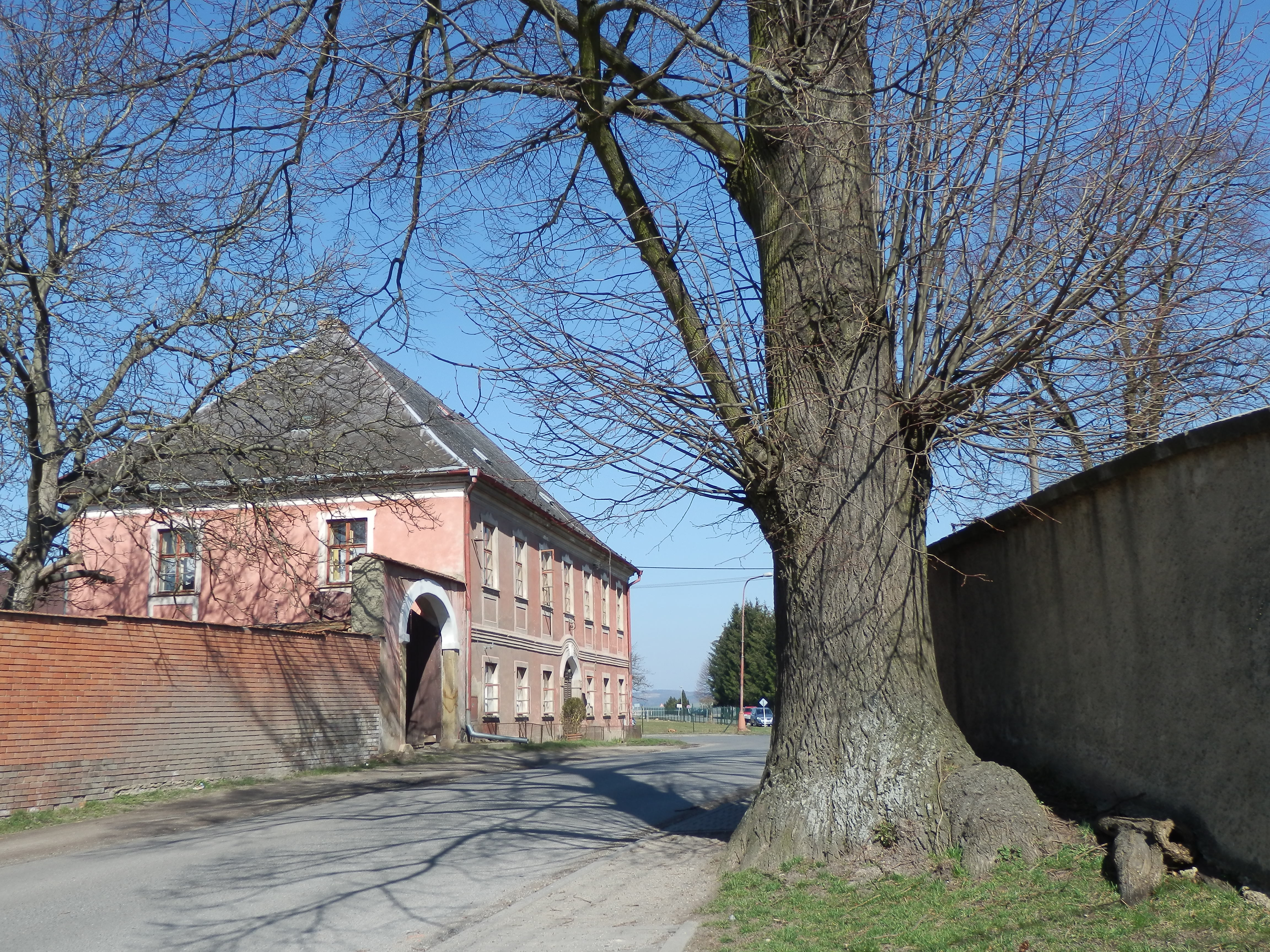
Presbytère à Staré Město.

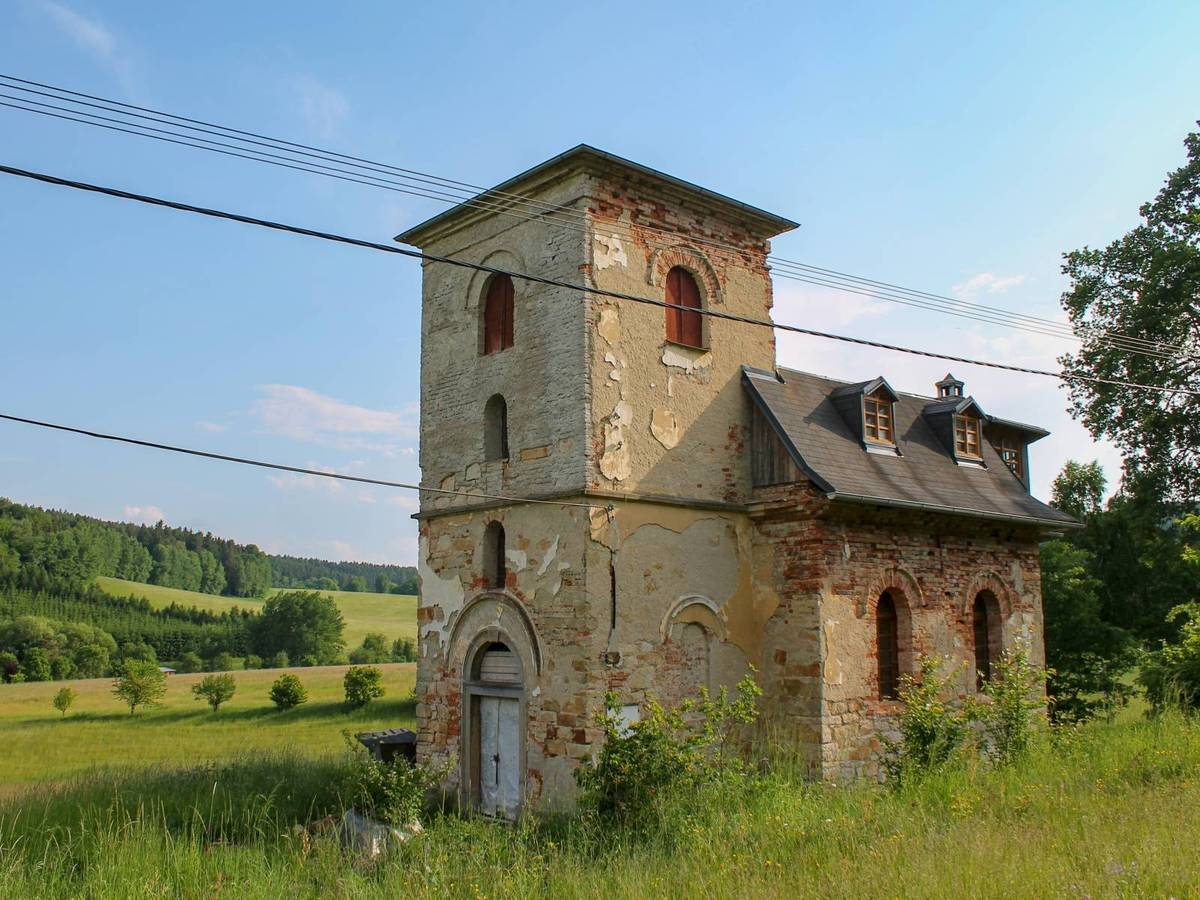
Chapelle Saints-Pierre-et-Paul à Petrušov.
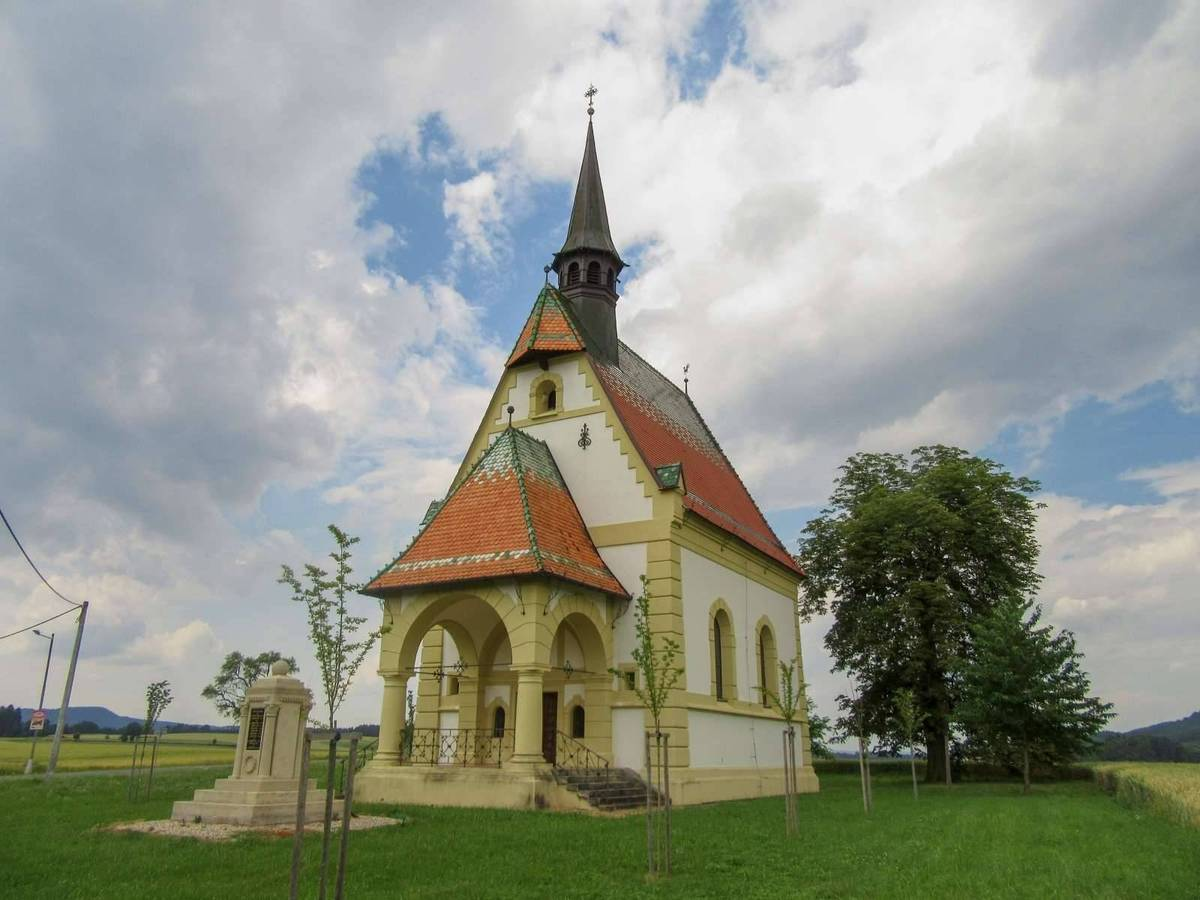
Chapelle Saint-Roch à Radišov.

## Transports
Par la route, Staré Město se trouve à 10 km de Moravská Třebová, à 27 km de Svitavy, à 91 km de Pardubice et à 205 km de Prague. 